# C/2008 U2 (SOHO)
C/2008 U2 (SOHO) – kometa jednopojawieniowa odkryta na zdjęciach SOHO przez Eryka Banacha. Została odkryta 16 października 2008 roku. Należy do grupy komet Kreutza.